# Minerve (mythologie)
Pour les articles homonymes, voir Minerve.
Minerve (latin : Minerva) est, dans la mythologie romaine, la déesse de la pensée élevée, de la sagesse, de l'intelligence, des métiers et de ceux qui les pratiquent ainsi que de la guerre comprise sous l'angle de la réflexion stratégique et du savoir-faire tactique (par opposition au courage brutal de Mars).
Elle est patronne des artisans et est, avec Jupiter et Junon, une des divinités de la triade capitoline, à laquelle sont dédiés le temple de Jupiter capitolin et les capitoles des autres villes de l’Empire romain.
Lors du lectisterne de 217 av. J.-C., elle a été assimilée à la déesse grecque Athéna, héritant d’une grande partie des mythes liés à celle-ci. Elle devient alors également la déesse de la sagesse, de la stratégie, de l'intelligence, de la pensée élevée, des lettres, des arts, de la musique et de l'industrie.

## Étymologie
Notée Menerva ou Minerva, son nom se rattache probablement à la racine indo-européenne *men-, « pensée ». Menrva, déesse de la mythologie étrusque, elle-même dérivée d'une déesse de la lune italique *Meneswā (« celle qui mesure »).

## Culte
L'origine du culte de Minerve est obscure. On lui a longtemps attribué une origine étrangère à Rome même s'il ne faut pas exclure qu'elle ait été indigène,. Varron lui attribue une origine sabine. La tradition romaine la fait venir de Faléries où son culte est attesté par des inscriptions archaïques. Un temple romain, celui de la Minerva Capta (« Minerve prise ») est celui de la Minerve de Faléries. Sa statue apparait pour la première fois lors du lectisterne de 217 av. J.-C. associée à Neptune, à l'instar du couple Athéna-Poséidon.
Selon Ovide, elle est fêtée par les artisans, les médecins et les enseignants. En ce sens, son culte se rapproche de la déesse celtique Brigit. Elle est célébrée le 19 mars lors des Quinquatries. C'est aussi le jour où les élèves remercient leurs professeurs en leur offrant un cadeau, le minerval.

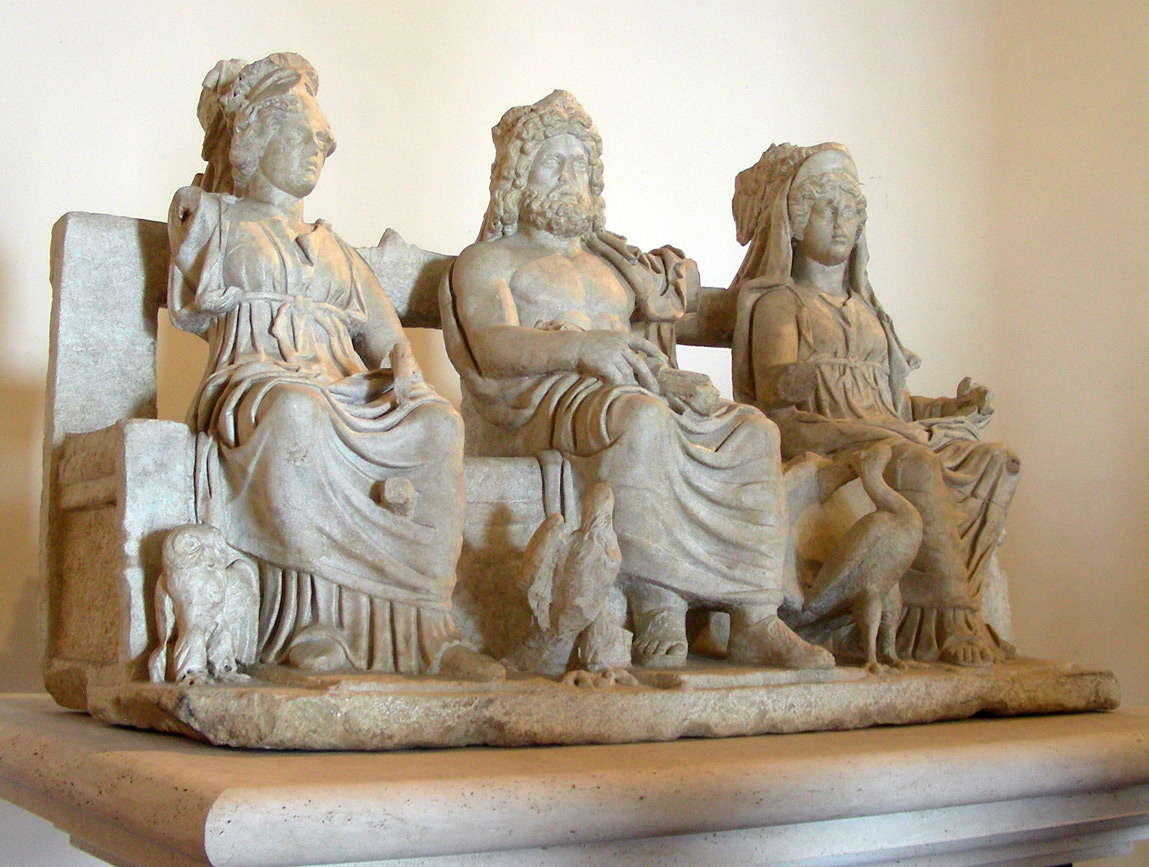
Triade capitoline : Minerve, avec la chouette, Jupiter, avec l'aigle, et Junon, avec une oie.

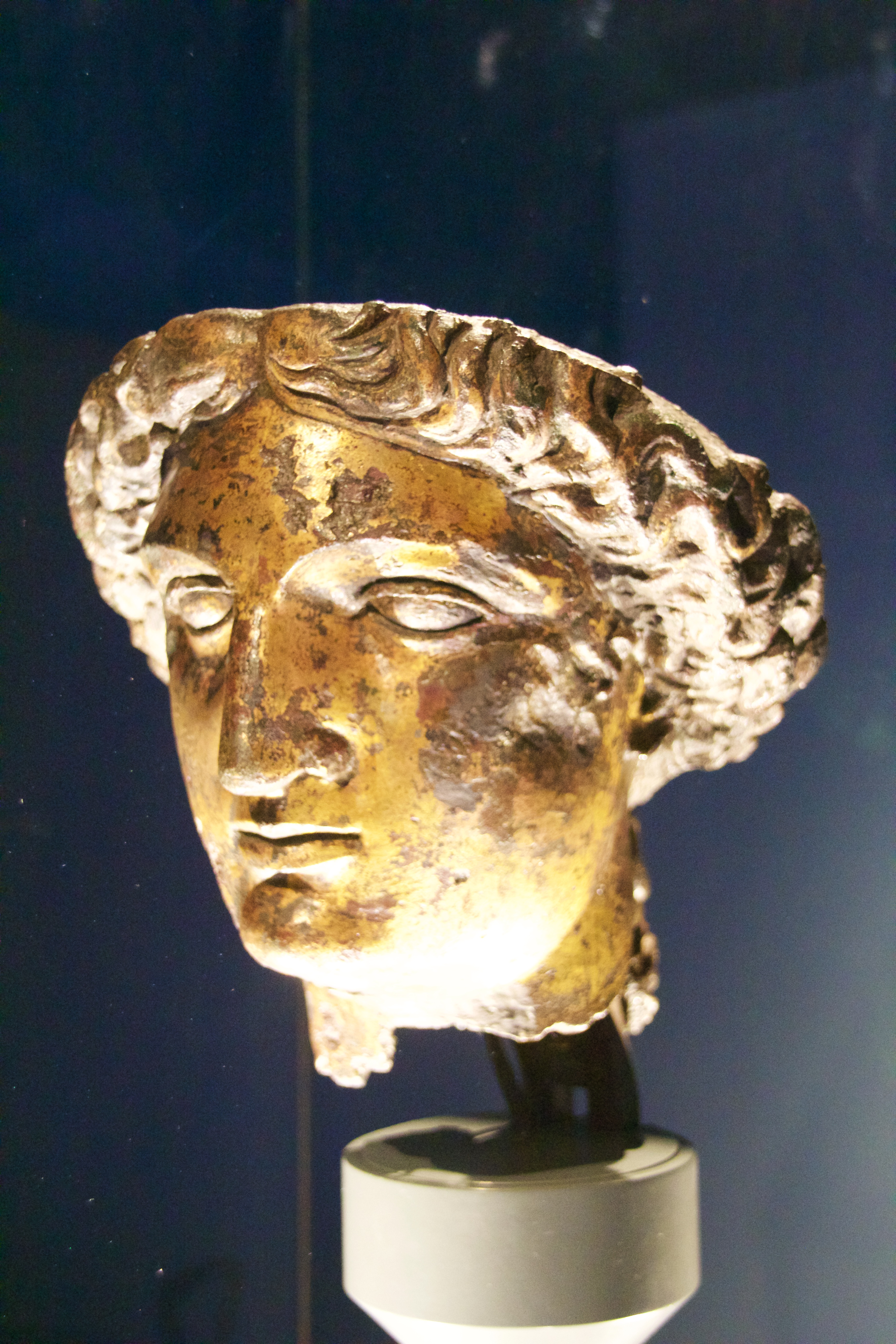
Minerve, thermes de Bath.

Son culte, surtout dans la classe des lettrés hellénisés, est progressivement rapproché de celui d'Athéna. Cette équivalence a pu se fonder d'abord sur le patronage reconnu aux deux déesses sur les arts et métiers, mais suivant le processus ordinaire c'est à Athéna dans tous ses emplois qu'elle est bientôt assimilée. Elle devient ainsi custos urbis, « gardienne de la cité ». Elle remplace progressivement Nerio, la compagne du dieu Mars dans la vieille religion romaine, par identification avec Athéna Niké (« victorieuse ») et Bellona. Il faut néanmoins attendre le temps de Pompée pour la voir traitée cultuellement en Athéna Niké, bénéficiaire d'une fondation de manubiis, c'est-à-dire faite à partir du prix de vente d'un butin.
Le culte de Minerva Medica peut s'expliquer par la participation des médecins aux Quinquatries ; la déesse est leur patronne.
Son culte se répand progressivement dans tout l'Empire romain, avec l'extension de celui-ci. On la retrouve à Nîmes, à Bath, Chichester, etc..

## Sanctuaires

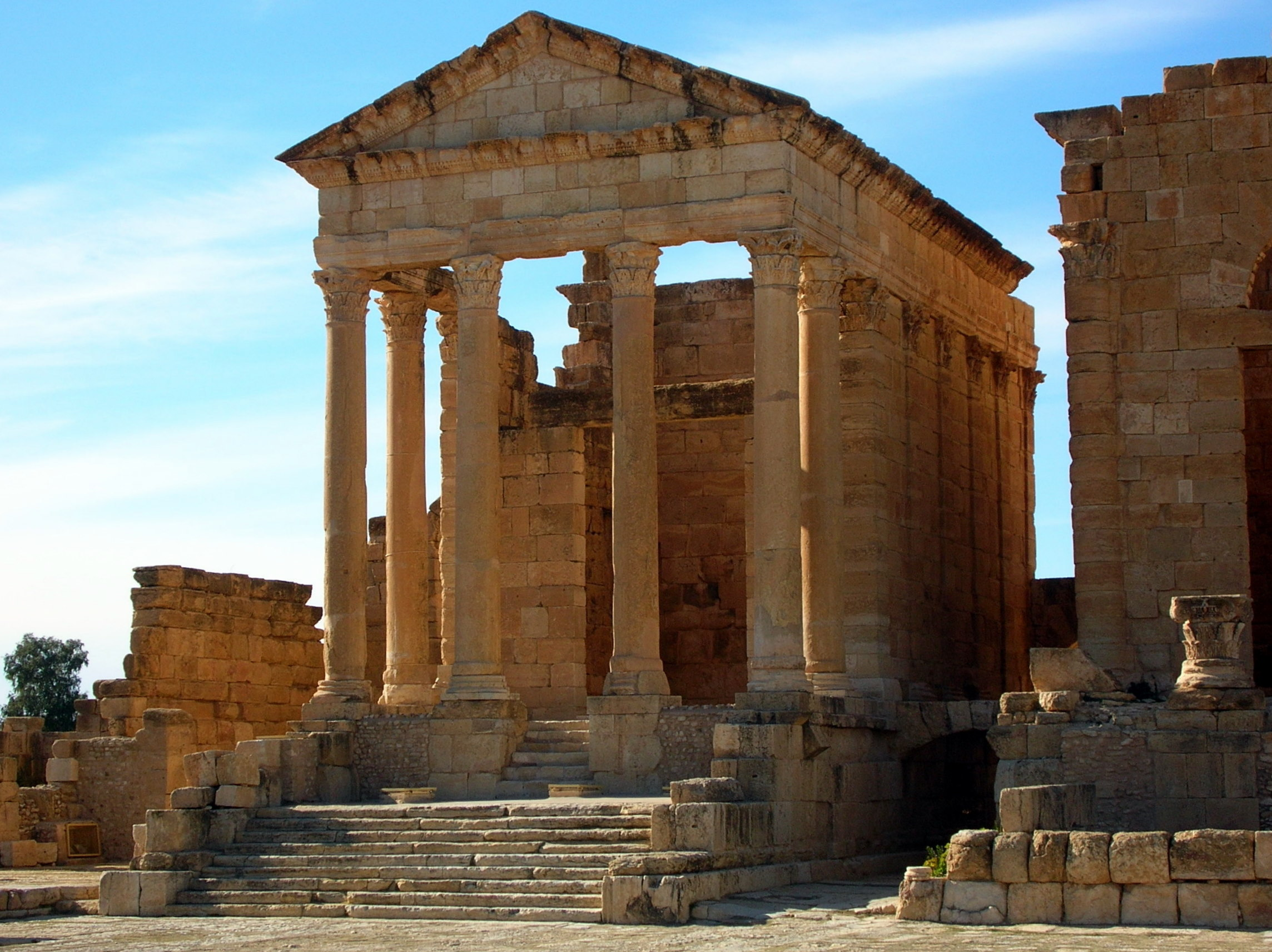
Temple de Minerve, Sbeïtla, Tunisie

Elle a son logement dans le temple à trois cellae du Capitole.
Il y avait jusqu'en 207 un temple dédié à Minerve sur l'Aventin et un temple dédié à Minerva Capta (« Minerve captive ») sur la colline du Caelius. Cette chapelle contenait une statue de la déesse apportée de Faléries après la prise de la ville en 241 av. J.-C..
Il existait également sur le forum de Nerva un temple de Minerve qui fut construit par Domitien.

## Mythes et légendes

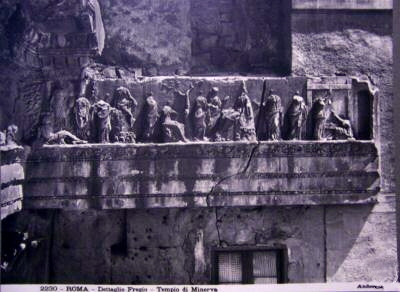
Détail du temple de Minerve à Rome.
Photo de James Anderson.

Par syncrétisme avec Athéna, Minerve est la fille de Jupiter et de la nymphe Métis. Ayant entendu que si Métis avait un fils, le roi des dieux (Jupiter) serait détrôné : il l'avala, alors qu'elle était enceinte d'une fille. Quelques mois plus tard, Jupiter pris d'un violent mal de tête demanda à Vulcain de lui fendre le crâne ; Minerve sortie de la plaie du dieu du Ciel et de la Terre déjà ceinte de son armure, casquée et armée d'une lance.
Le symbole de Minerve est la chouette symbole de la sagesse et aussi de la virginité.

## Dans la philosophie
La figure de Minerve apparaît dans la préface des Principes de la philosophie du droit, du philosophe allemand Hegel : « La chouette de Minerve prend son envol au crépuscule. » Allégorie de la philosophie, la chouette représente le « retard » pris par la conscience sur l'action. Les progrès techniques, c'est-à-dire l'action, précèderaient toujours la conscience humaine. Ce décalage justifierait ainsi une « politique de civilisation », selon le philosophe Edgar Morin.

## Postérité

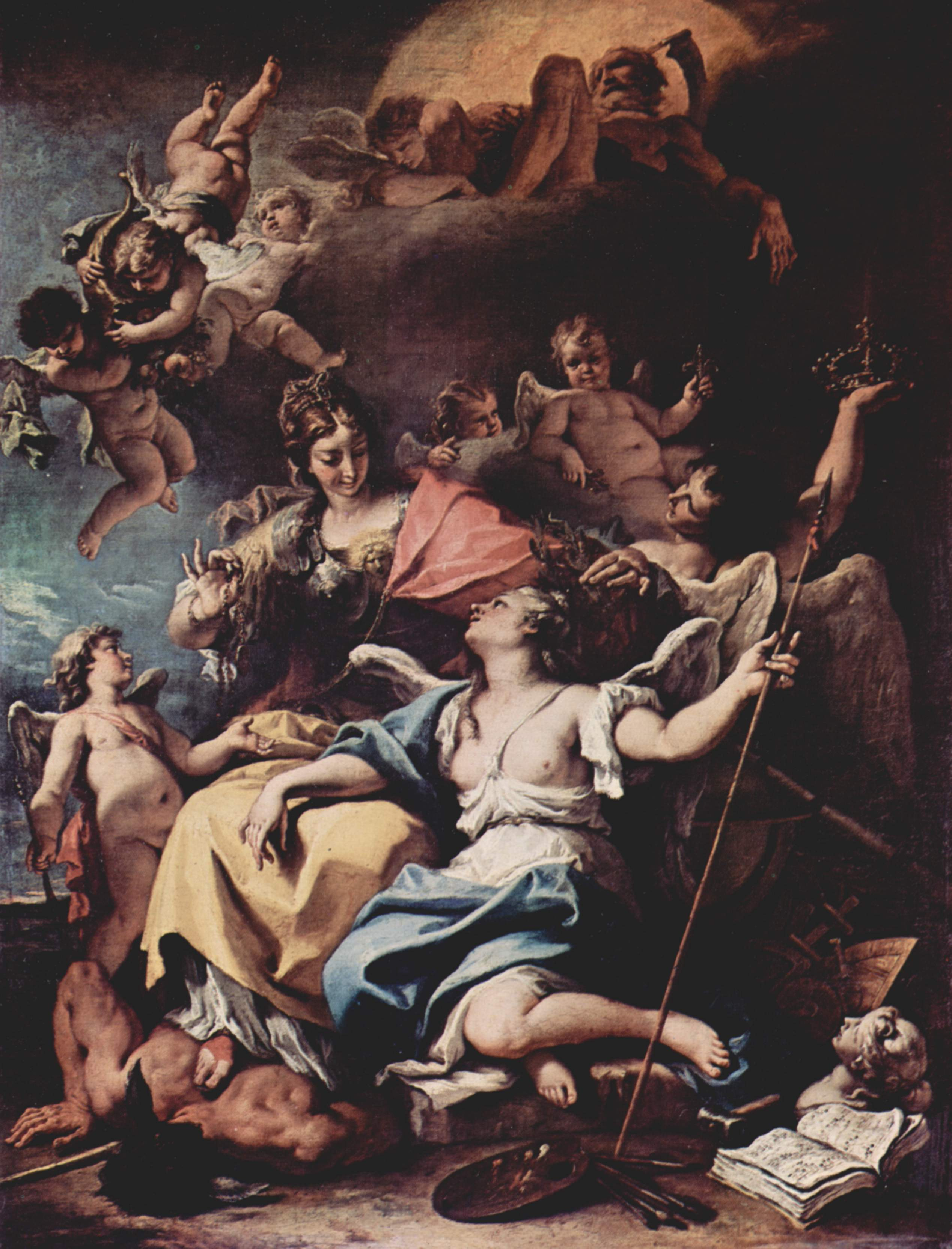
La France sous les traits de Minerve, La Sagesse
qui foule aux pieds l'Ignorance et
qui couronne la Vertu guerrière,
Sebastiano Ricci, 1718,
musée du Louvre.

- Claude Ramey exécute un médaillon en terre cuite en 1787, Minerve instruisant la jeunesse, conservé au musée de la Révolution française.
- Le portrait casqué de la déesse Minerve (vue du profil droit) est l'emblème officiel de l'Institut de France.
- Minerve fait partie des nombreux dieux cités dans la série de bande dessinée Astérix.

## Musique
Louis-Nicolas Clérambault compose vers 1700, une cantate, Le bouclier de Minerve, opus 13.